# Serapias meridionalis
Serapias meridionalis är en orkidéart som beskrevs av E.G.Camus. Serapias meridionalis ingår i släktet Serapias och familjen orkidéer. Inga underarter finns listade i Catalogue of Life.